# ليتون برمسولد (كامبريدجشير)
ليتون برمسولد (بالإنجليزية: Leighton Bromswold)‏ هي قرية و أبرشية مدنية تقع في المملكة المتحدة في كامبريدجشير. يقدر عدد سكانها بـ 224 نسمة .